# Novara (település)
Novara (piemonti nyelven Noara, lombard nyelven Nuara) egy 104 835 lakosú település a Piemont régióban. Az azonos nevű megye székhelye.  Torino után a régió második legnépesebb városa. Az agglomerációt is figyelembe véve lakosainak száma eléri a 181 ezer főt. A Milánót, Torinót és Genovát Svájccal összekötő útvonalak kereszteződésénél fekszik.
A város szimbóluma a San Gaudenzio-bazilika 122 méter magas kupolája.

## Fekvése

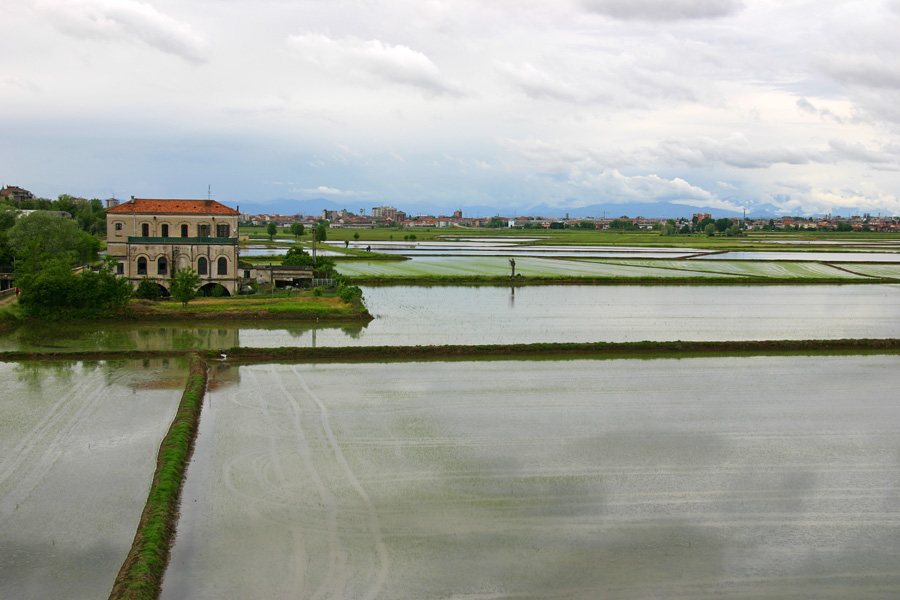
Rizsföldek Novara határában

Milánótól 49, Torinótól 95, Vercellitől 23 km-re helyezkedik el. Folyói az Agogna és a Terdoppio.
A terület jellegzetessége a teraszos rizstermelés.

## Történelem
Novarát i. e. 89-ben alapították. A római korban neve Nubliaria volt, ami „köddel körülvett"-et jelent. 386-ban Magnus Maximus leromboltatta, amiért riválisát, II. Valentinianust támogatta. A várost I. Theodosius római császár építtette újjá. 405-ben Radagais, majd 452-ben Attila is kirabolta.
Kövér Károly uralkodása alatt vált grófsággá a novarai terület. A város fejlődésnek indult, és szabad városi rangot kapott. 1110-ben V. Henrik meghódította és elpusztította. 1167-ben a Lombard Liga tagja volt. 
A 12. század végére a Viscontiak, majd a Sforzák kezébe került, a Milánói Hercegség részeként. A „második itáliai háború” során 1500-ban Novara ostrománál esett francia fogságba árulás révén Milánó hercege, Ludovico „il Moro” Sforza. A cambrai-i liga háborúi során, 1513-ban Ludovico fia, Massimiliano Sforza herceg az ostromló franciák elől Novarában sáncolta el magát, svájci zsoldos csapatok mentették fel a novarai csatában (1513. június 6.).
1706-ban Novarát elfoglalták a savoyai csapatok, majd az utrechti békeszerződés értemében a Milánói Hercegséggel együtt a Habsburg Birodalom fennhatósága alá került. 1734-ben a Savoyai-házból származó III. Károly Emánuel foglalta el, aki 1735-ben a Szárd–Piemonti Királysághoz csatolta.
A város délkeleti határában (Bicocca városrész közelében) zajlott le 1849. március 23-án a novarai csata, amelyben Radetzky császári tábornagy csapatai döntő vereséget mértek Károly Albert szárd–piemonti király erőire. 1859-ben megszületett Novara megye, amely akkoriban magába foglalta még a jelenlegi Vercelli, Biella és Verbano-Cusio-Ossola megyéket is.

## Látványosságok

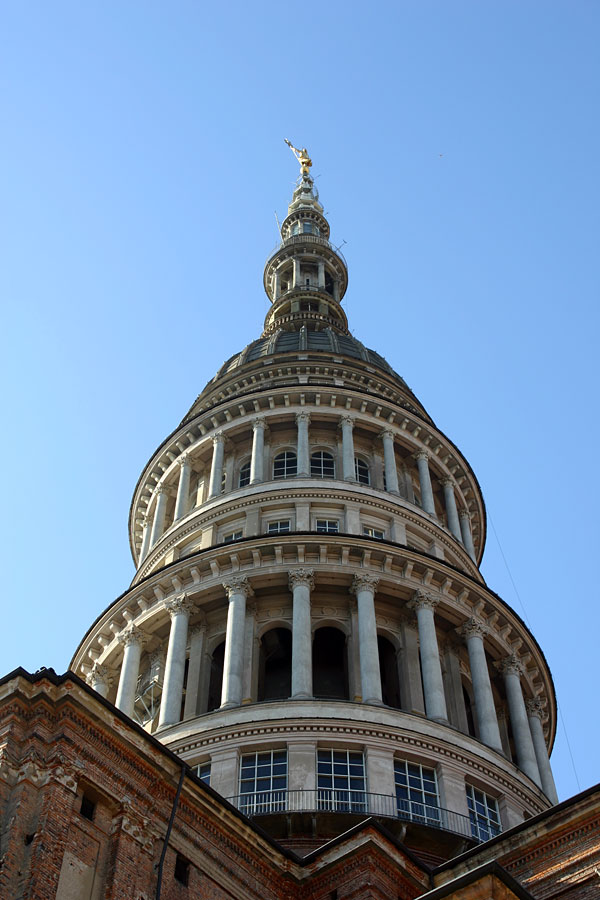
A San Gaudenzio kupolája

Legfontosabb épületei a Piazza della Repubblica körül találhatók. Fontos műemlék a Broletto reneszánsz udvara 15. századi, vörös téglából épült árkádjaival. A Broletto Novara szabad város politikai életének színtere volt, majd a börtönnek, később kézműves szövetségeknek adott otthont. Ma múzeum régészeti és művészeti gyűjteménnyel.
A Dóm a tér szemközti oldalán emelkedik, belseje reneszánsz festményekkel díszített. Tervezője ugyanaz az Antonelli, aki a torinói Mole Antonelliana építésze is volt. A 19. században épült egy római katedrális romjain, amelynek maradványait ma is felfedezhetjük a harangtoronyban, vagy a San Siro kápolnában. A Dóm előtt áll a keresztelőkápolna, amely a város legrégebbi épülete.
Pár utcával távolabb találhatjuk a San Gaudenzio-bazilikát, a város jelképét. A bazilika Novara legmagasabb pontján épült 1577 és 1690 között. Legfontosabb építészeti eleme a 122 méter magas kupola, amelyet az 1870-es években építettek hozzá a már létező templomhoz.
A San Marco-templom Lorenzo Binaghi tervei alapján épült egy korábbi, ugyancsak Szent Márknak szentelt templom helyén. Alapkövét Carlo Bascapè érsek rakta le, 1607-ben. A templom egyhajós, amelyből oldalkápolnák nyílnak. Kupolája négyszög alapú.

## Fordítás
- Ez a szócikk részben vagy egészben  a   Novara című olasz Wikipédia-szócikk fordításán alapul.  Az eredeti cikk szerkesztőit annak laptörténete sorolja fel. Ez a jelzés csupán a megfogalmazás eredetét és a szerzői jogokat jelzi, nem szolgál a cikkben szereplő információk forrásmegjelöléseként.